# Wiesmann
Wiesmann je njemačka manufaktura za proizvodnju automobila. Osnovana je 1984. od strane braće Martina Wiesmanna (inženjer) i Friedhelma Wiesmanna (komercijalist). Automobili se proizvode ručno u maloj tvornici u njemačkom Dülmenu. Wiesmannov logo je macaklin.
Tvrtka je u početku proizvodila čvrste krovove za kabriolete, što rade i dalje. Prvi automobil je proizveden 1993. Od 2006. dobavljač motora i mjenjača je BMW. Trenutačno proizvode 3 različita modela, i to MF3, GT i GT MF5 (koristi V10 motor iz BMW-a M6). 

## Vanjske poveznice
- Wiesmann